# Cort Theatre
Cort Theatre este un teatru de pe Broadway, situat în 138 West 48th Street, în Theater District din centrul Manhattan-ului, în New York. El este deținut de către Shubert Organization, cel mai mare proprietar de teatre de pe Broadway.
Cort Theatre a fost desemnat un punct de reper al orașului New York pe 17 noiembrie 1987.

## Istoric
John Cort (ca. 1861-1929), fondatorul Northwestern Theatrical Association, l-a angajat pe arhitectul Thomas W. Lamb să proiecteze clădirea teatrului. Fațada sa a fost modelată după cea a palatului Micul Trianon de la Versailles. Teatrul, cu o capacitate de 1082 de locuri pe scaune, este unul dintre puținele teatre proiectate de Lamb care mai există încă și care funcționează ca teatru. Interiorul a fost conceput în stilul epocii lui Ludovic al XVI-lea, cu un hol cu marmură Pavanozza cu panouri tencuite. Arcul din proscenium constă din tavane din ghips perforate cu inserții de sticlă și a fost proiectat pentru a fi aprins în timpul spectacolelor. Arcul există încă în 2007, deși instalația de iluminat nu mai este în funcțiune.
Cort Theatre a fost inaugurat  pe 20 decembrie 1912 cu Laurette Taylor jucând în piesa Peg o' My Heart, care a avut 603 spectacole, un început de bun augur pentru noua locație. Numeroși actori britanici celebru au apărut la Cort: Basil Rathbone l-a interpretat pe dr. Nicholas Agi în The Swan în octombrie 1923, iar în aprilie 1927 a apărut ca Vladimir Dubriski în Love is Like That. În octombrie 1924, Henry Daniell a apărut ca Aubrey Tanqueray în The Second Mrs Tanqueray, apoi din nou în august 1943 în Murder Without Crime, iar în ianuarie 1946 a apărut ca Leontes în The Winter's Tale. Acesta a fost, de asemenea, teatrul în care actorul aspirant James Dean și-a făcut debutul pe Broadway în 1952, cu piesa „See The Jaguar”.
Shubert Organization a achiziționat teatrul în 1927, cu doi ani înainte de moartea lui John Cort . Teatrul a fost folosit ca studio de televiziune pentru The Merv Griffin Show din 1969 până în 1972.

## În cultura populară
În versiunea din 1968 a filmului de comedie Producătorii, regizat de Mel Brooks, Cort Theatre a fost văzut în film peste stradă de Playhouse Theater (dărâmată în 1969), a cărei marchiză poate fi zărită doar o clipă. Cu toate acestea, în scena în care teatrul explodează, marchiza Cort Theatre poate fi văzută.

## Spectacole importante
- 1912-1914: Peg o' My Heart
- 1915: The Princess Pat
- 1919-1920: Abraham Lincoln
- 1921: Captain Applejack
- 1922: Merton of the Movies
- 1930: Unchiul Vania
- 1930: Five Star Final
- 1932: The Blue Bird
- 1933: The Green Bay Tree
- 1937: Room Service

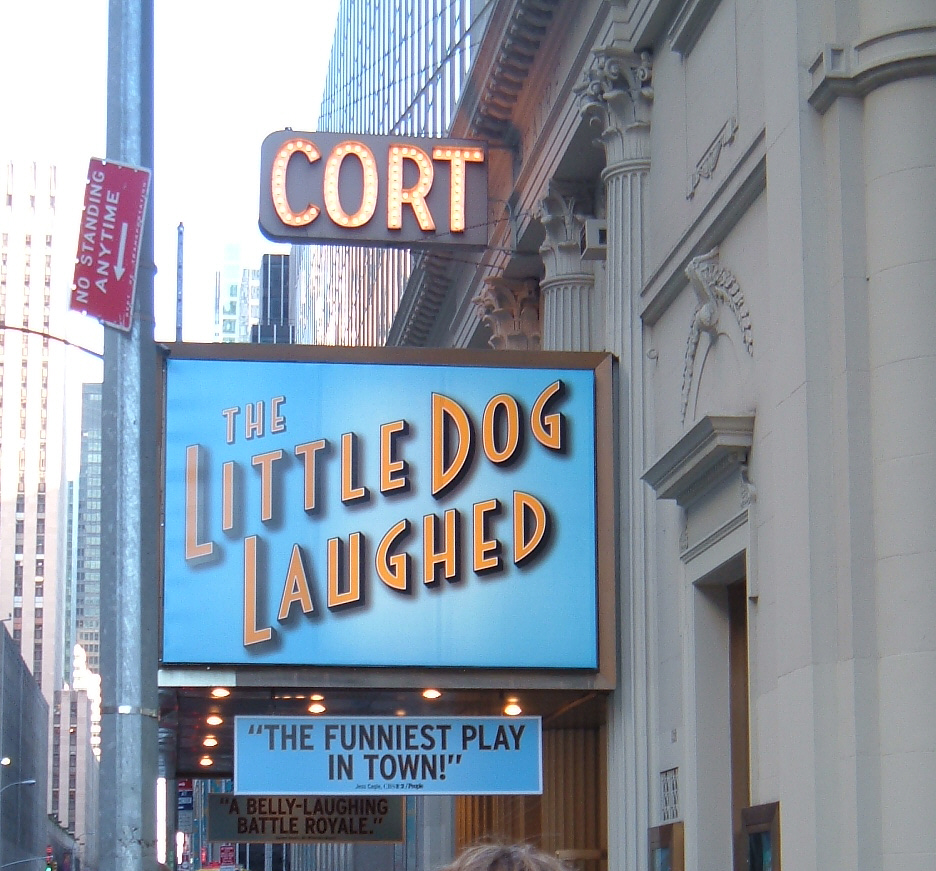
Marchiza de la Cort Theatre

- 1940: The Male Animal; Charley's Aunt
- 1946: Antigona în repertoriu cu Candida
- 1951: Saint Joan
- 1954: The Rainmaker
- 1955: Jurnalul Annei Frank
- 1957: The Sin of Pat Muldoon
- 1958: Sunrise at Campobello
- 1960: Once Upon a Mattress; Advise and Consent
- 1961: Purlie Victorious
- 1963: One Flew Over the Cuckoo's Nest
- 1965: Boeing-Boeing
- 1974: The Magic Show
- 1979: King Richard III cu Al Pacino
- 1980: Clothes for a Summer Hotel
- 1985: A Moon for the Misbegotten; Ma Rainey's Black Bottom
- 1988: Sarafina!
- 1990: The Grapes of Wrath
- 1991: Two Shakespearean Actors
- 1993: Face Value
- 1994: Twilight: Los Angeles, 1992
- 1995: The Heiress
- 1997: An American Daughter
- 1998: Freak; The Blue Room
- 1999: Marlene; Kat and the Kings
- 2002: Hollywood Arms
- 2003: A Year with Frog and Toad; Bobbi Boland
- 2004: Laugh Whore
- 2005: On Golden Pond
- 2006: Barefoot in the Park
- 2007: The Little Dog Laughed; Radio Golf; The Homecoming
- 2008: The 39 Steps
- 2009: You're Welcome America: A Final Night with George W. Bush
- 2010: A View from the Bridge; Fences; Time Stands Still
- 2011: Born Yesterday; Stick Fly
- 2012: The Lyons; Grace
- 2013: Breakfast at Tiffany's; No Man's Land; Așteptându-l pe Godot
- 2014: The Cripple of Inishmaan; This is Our Youth
- 2015: Fish in the Dark; Sylvia
- 2016: Bright Star
- 2017: Indecent; M. Butterfly